# Bulbophyllum fenixii
Bulbophyllum fenixii är en orkidéart som beskrevs av Oakes Ames. Bulbophyllum fenixii ingår i släktet Bulbophyllum och familjen orkidéer.
Artens utbredningsområde är Filippinerna. Inga underarter finns listade i Catalogue of Life.